# Entoloma aeruginosum
Entoloma aeruginosum är en svampart som beskrevs av Hiroë 1939. Entoloma aeruginosum ingår i släktet Entoloma och familjen Entolomataceae.   Inga underarter finns listade i Catalogue of Life.